# Monhystera mali
Monhystera mali är en rundmaskart. Monhystera mali ingår i släktet Monhystera och familjen Monhysteridae. Inga underarter finns listade i Catalogue of Life.